# Xosablatta natalensis
Xosablatta natalensis är en kackerlacksart som först beskrevs av Rehn, J. A. G. 1922.  Xosablatta natalensis ingår i släktet Xosablatta och familjen småkackerlackor. Inga underarter finns listade i Catalogue of Life.